# Садовий жасмин пухнастий
Садовий жасмин пухнастий (Philadelphus pubescens) — це вид квіткових рослин родини гортензієвих. Його батьківщиною є південно-східна частина США. Це багаторічний чагарник.

## Морфологія
Вигляд
Високий Кущ заввишки 5-8 метрів , з потужними приростами і прямостоячими пагонами.
Кора
У дорослих екземплярів сірувата кора не луската, а молоді пагони голі .
Листя
Широке у формі яйця, довжиною до 12 сантиметрів, край зазубрений. Нижня сторона листя густо мохова з сірими волосками  .
Квіти
Без запаху, білі, до 3-4 см в діаметрі, зібрані в 9-11 суцвіть , часто гермафродити, квітконоси волосисті, цвіте пізно.

## Застосування та вимоги
Вид, придатний для живоплотів, охоче культивується через високу стійкість до посухи, а також характеризується високою морозостійкістю . У своєму природному середовищі існування чагарник росте на берегах річок, на помірно сухому, від кислого до лужного, піщаному до суглинистого ґрунту. Цей чагарник, як і інші чагарники цього типу, добре переносить тінь і часто піддається нападу попелиці .